# Mabut
Mabut (także: Mbud, arab. مبوت, Mabūt; fr. Mbout) – miasto w południowej Mauretanii, w regionie Kurkul, siedziba administracyjna departamentu Mabut i gminy Mabut. W 2000 roku liczyło ok. 8,9 tys. mieszkańców.

## Geografia
Miasto znajduje się trzy kilometry na południe od zbiornika wodnego o nazwie Dżunaba i ok. 420 km na południowy wschód od Nawakszutu.

## Gospodarka
Dzięki znajdującemu się niedaleko zbiornikowi wodnemu w mieście prowadzona jest działalność rolnicza.

## Transport
Na północ od miasta znajduje się małe lotnisko (ICAO: GQNU, IATA: MBR).

## Znani ludzie urodzeni w Mabut
- Adama Si – polityk mauretański